# Высоцкие (купцы)
Высо́цкие — московская купеческая династия еврейского происхождения, чаеторговцы. Главой рода был Высоцкий, Вульф Янкелевич, основавший знаменитую фирму «Чай Высоцкого». Он имел единственного сына Давида, продолжившего династию, и трех дочерей (в браке Цетлин, Гоц и Гавронская), чьи семьи стали пайщиками фирмы.

## Описание
В 1911 году Николай II возвел Давида Вульфовича Высоцкого с женой и детьми его в почетное гражданство. Его семья жила в особняке по адресу пер. Огородная слобода, д. 6, имели квартиру в Трубниковском переулке.
После революции из 4 ветвей рода в Париже осели Высоцкие, Цетлины и Гавронские, начала складываться семейная община. В Москве из внуков основателя фирмы оставались Абрам Гоц — лидер партии эсеров, эсер Александр Высоцкий (а также некоторые правнуки). В 1936 году после смерти старших родичей главой рода в эмиграции становится Михаил Осипович Цетлин. У Высоцких-Цетлиных оставались часть капитала в банках и плантации в Индии и на Цейлоне. В 1939 году немецкая авиации разгромила фабрики Высоцких в Гданьске, и Высоцкие-Цетлины бежали из Франции в США. В последующие годы многие потомки Вульфа Высоцкого погибли в Холокосте. В настоящее время единственным предприятием некогда огромной компании осталась семейная фирма в Израиле, которую возглавляет потомок династии Шалом Зайдлер.

### Члены семьи
1. Высоцкий, Вульф Янкелевич (Зеев Клонимус) (1824—1904) — основатель + Кейла Цвия Абрамзон.
  1. Высоцкий, Давид Вульфович (Васильевич) (1861—1930). После смерти отца возглавил семейное дело и одновременно самостоятельную фирму «Д. Высоцкий, Р. Гоц и К°». Жена — Анна Борисовна Гоц.
    1. Фёдор Давидович Высоцкий (1879—1933) — чаеторговец, член правления товарищества «В. Высоцкий и Ко»; похоронен в Париже на кладбище Монпарнас.
    2. Илья Давидович Высоцкий (1880 — ?)
    3. Александр Давидович Высоцкий (1881—1937) — член Всероссийского Учредительного собрания, гласный Петроградской городской думы, расстрелян + (1) Нина Петровна Ермолова (1874? — 1950), эсерка, с 1915 по 1917 год 2-м браком была замужем за Иваном Михайловичем Майским, в 1920 году эмигрировала.
      1. Леонид Александрович Высоцкий, эмигрировал в Лондон
      2. Таисия Александровна Высоцкая (от 2-го брака)

    4. Ида Давидовна Высоцкая (в замужестве Фельдзер, 1892—1976 или 1890—1979[4]), была предметом любви поэта Бориса Пастернака (в 1907—1912 годах; Пастернак сделал ей безуспешное предложение в 1912 году); вышла замуж за банкира Эммануила Леонтьевича Фельдзера (1886—1963). Их племянник — военный лётчик Константин Фельдзер. В эмиграции; последние годы провела в Брюсселе у дочери Натальи[3].
    5. Елена Давидовна Высоцкая (1894—1920). В юности переписывалась с Рильке[3]. Вышла замуж за чаеторговца Бориса Сергеевича Лурье (ум. 1950). После смерти Елены он женился вторым браком на её сестре Рашели; третьим браком в 1946 году на ещё одной её родственнице[3][5] — Анне. Их дети: Серж Лурье (р. 1946), британский политик (en) и Майкл Лурье (р. 1948).
    6. Рашель Давидовна Высоцкая
    7. Ревекка Давидовна Высоцкая

  2. Анна Владимировна (Васильевна) (Ханна Либа Вульфовна)(1860—1935) + Цетлин, Осип Сергеевич (Есель Шмеркович, Семёнович) (1856—1933), пайщик общей чайной фирмы[6]
    1. Цетлин, Михаил Осипович (1882—1945) + Тумаркина, Мария Самойловна (в 1-м браке за Николаем Авксентьевым; их дочь Александра Прегель (1907-1984) - "Шурочка" на семейных фото Цетлиных).
      1. Валентин Вольф Цейтлин (Valentine Wolf Zetlin, 12 марта 1912, Париж — 9 июня 2007, Нью-Йорк[7]) — американский психоаналитик, выпускник медицинского факультета Оксфордского университета (1944), в 1967—1970 годах — президент Нью-Йоркского фрейдистского общества
        1. Минда Цейтлин

      2. Ангелина Цетлин-Доминик (1918—1996) — имела специальность филолога и адвоката, закончила Сорбонну

  3. Либа Мирьям Вульфовна (Любовь Васильевна) (1845—1930) + Гавронский Осип (Ошер) Бендетович (Бенедиктович) (1843—1890), библиофил, ученый-талмудист[8][9]
    1. Бер (Борис) Гавронский (? — 1932), пайщик общей чайной фирмы
    2. Яков Гавронский (1878—1948), врач
    3. Амалия Осиповна Гавронская (1882—1935) + Фондаминский, Илья Исидорович
    4. Меер (Дмитрий) Гавронский (1883—1949), философ, эсер, депутат
    5. Александр (Исаак) Гавронский (1888—1958), кинорежиссёр
    6. Илья Гавронский

  4. Рахиль Фрейда Вульфовна (Рахель Васильевна) + Гоц Рафаил Абрамович, пайщик общей чайной фирмы
    1. Гоц, Михаил Рафаилович (1866—1906), народоволец + Вера Самойловна Гассох
    2. Гоц, Абрам Рафаилович (1882—1940), член боевой организации эсэров + Сара Николаевна Рабинович
    3. Поузнер, Розалия Рафаиловна + Матвей (Мордух) Владимирович Поузнер (1869-1916), дядя В.А. Познера
    4. Гоц, Арон

### В искусстве
Высоцкие — одна из трех династий, которым посвящено стихотворение Бориса Слуцкого «Чаеторговцы».
Цикл портретов семьи Высоцких оставил художник еврейского происхождения Леонид Пастернак, юный сын которого был безнадежно влюблен в дочь Высоцкого Иду. Эта история любви подробно описана в его автобиографической прозе «Охранная грамота» (1930), ей же посвящено стихотворение «Марбург». Другой отпрыск рода, будущий режиссёр Александр Гавронский, стал прототипом Сашки Бальца в пастернаковском романе в стихах «Спекторский».
Сближение Высоцких и Пастернаков было связано с устремлениями Давида Высоцкого как мецената. «Знакомство с художником Л<eонидом> Ос<иповичем> Пастернак<ом>, — вспоминает пианист Давид Шор, — направило внимание Высоцкого на живопись. Он стал покупать картины. И если он делал это, советуясь с художником, то приобретал недурные картины. <…> Он построил в своем особняке именно „галерею“, и она ко времени революции вся увешана была картинами русских художников. Все это носило характер любительства».
Валентин Серов написал портрет сестры Давида — Анны Цетлин (ур. Высоцкой) и её невестки Марии. Последняя увезла их в эмиграцию, где оказалась вместе со своим мужем Михаилом Цетлиным. В 1959 году супруги подарили их в Музей русского искусства в Рамат-Гане (в XXI веке одна из картин была продана музеем). По воспоминаниям Марии Цетлиной, её свёкор Осип Цетлин очень хотел, чтобы Серов написал групповой портрет его семьи, в 1906 году даже предложив художнику за это тройной гонорар (однако Серов саботировал это предложение).

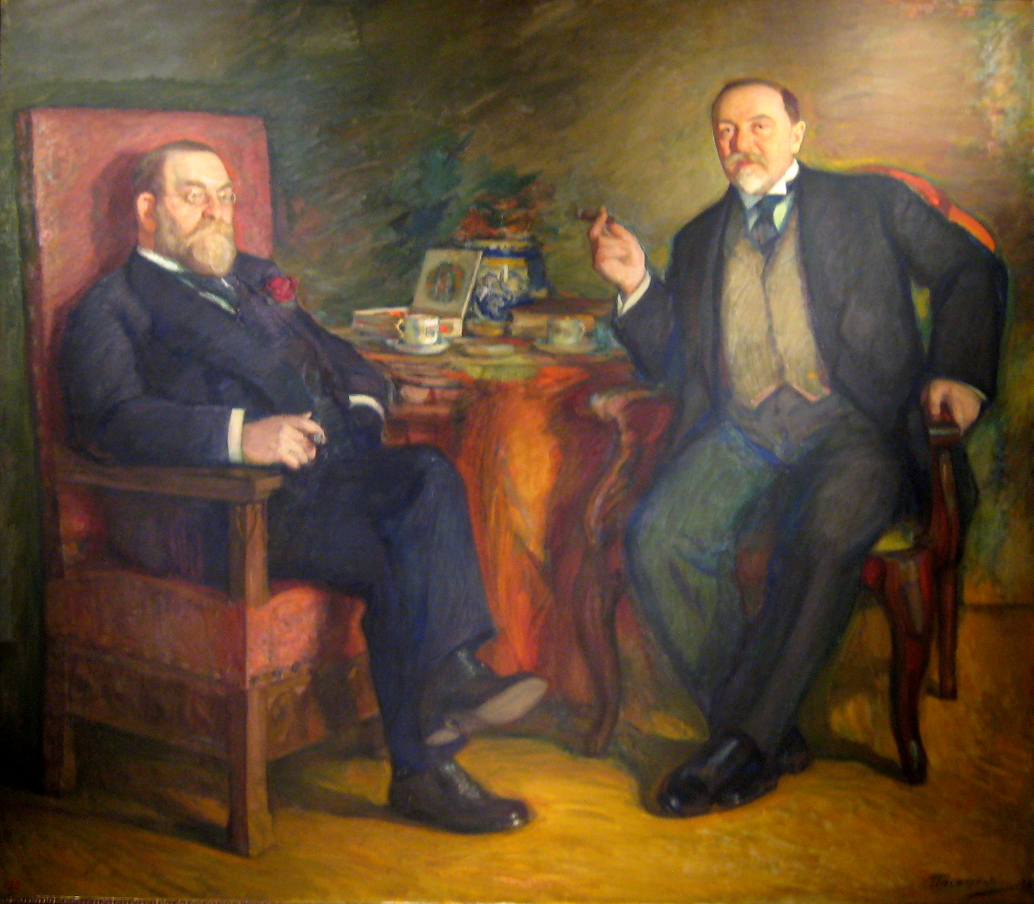
Леонид Пастернак. Портрет Давида Высоцкого и его зятя Осипа Цетлина. За чашкой кофе. 1913, Курская галерея
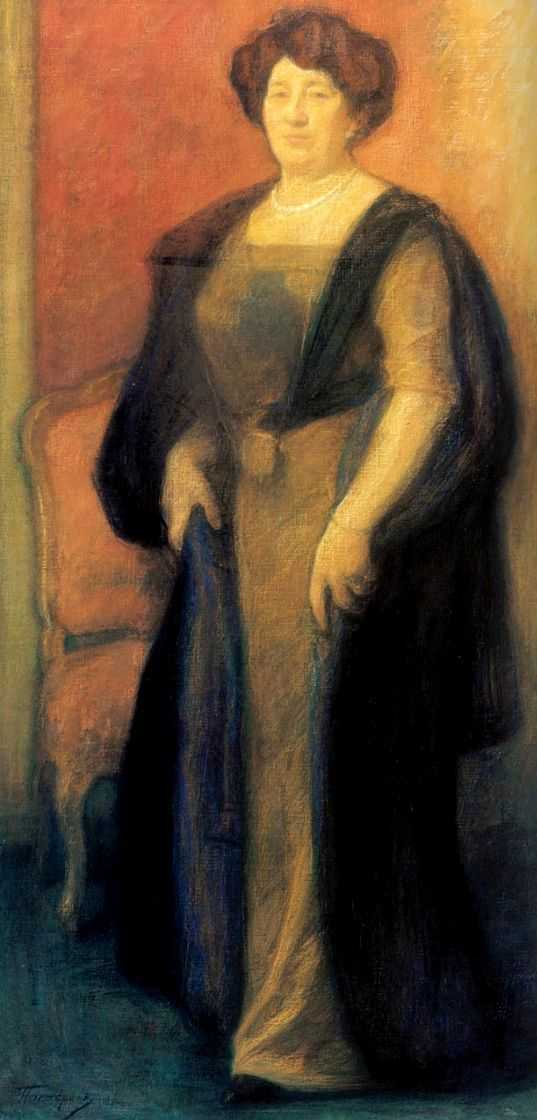
Леонид Пастернак. Портрет Анны Борисовны Высоцкой, 1912. Вологда
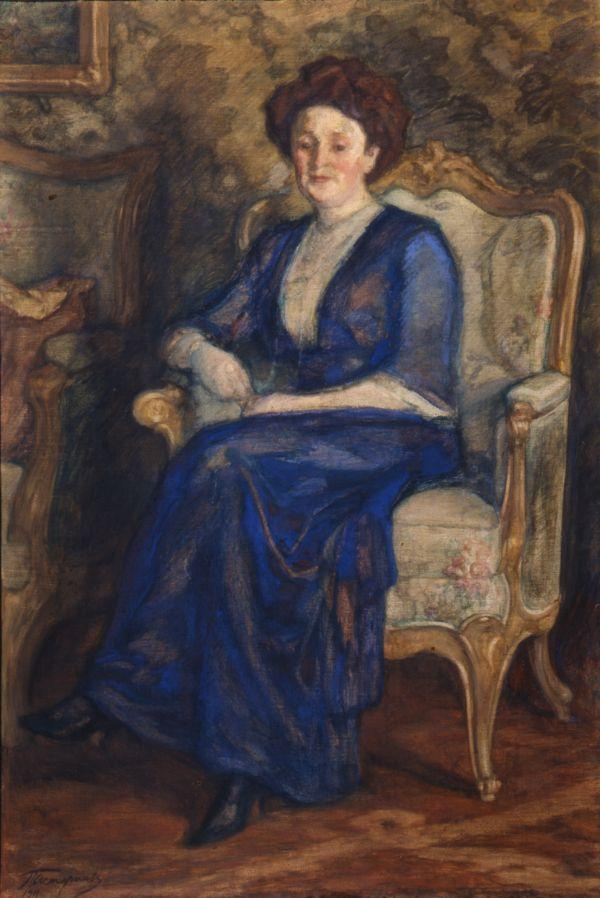
Леонид Пастернак. Портрет Анны Борисовны Высоцкой-Гоц, 1911. Музей Нового Иерусалима
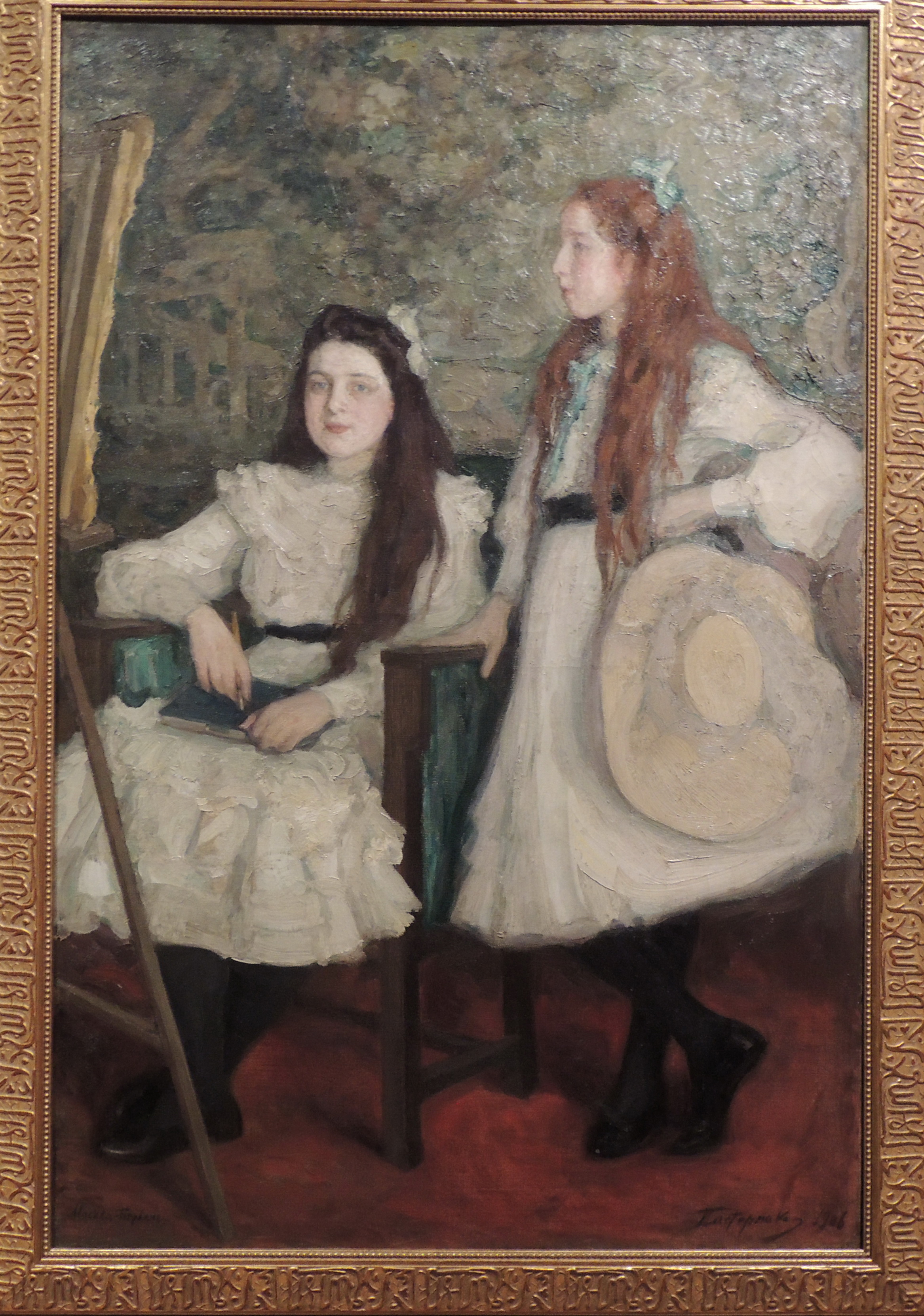
Леонид Пастернак. Портрет Иды и Елены Высоцких. 1906. ГИМ
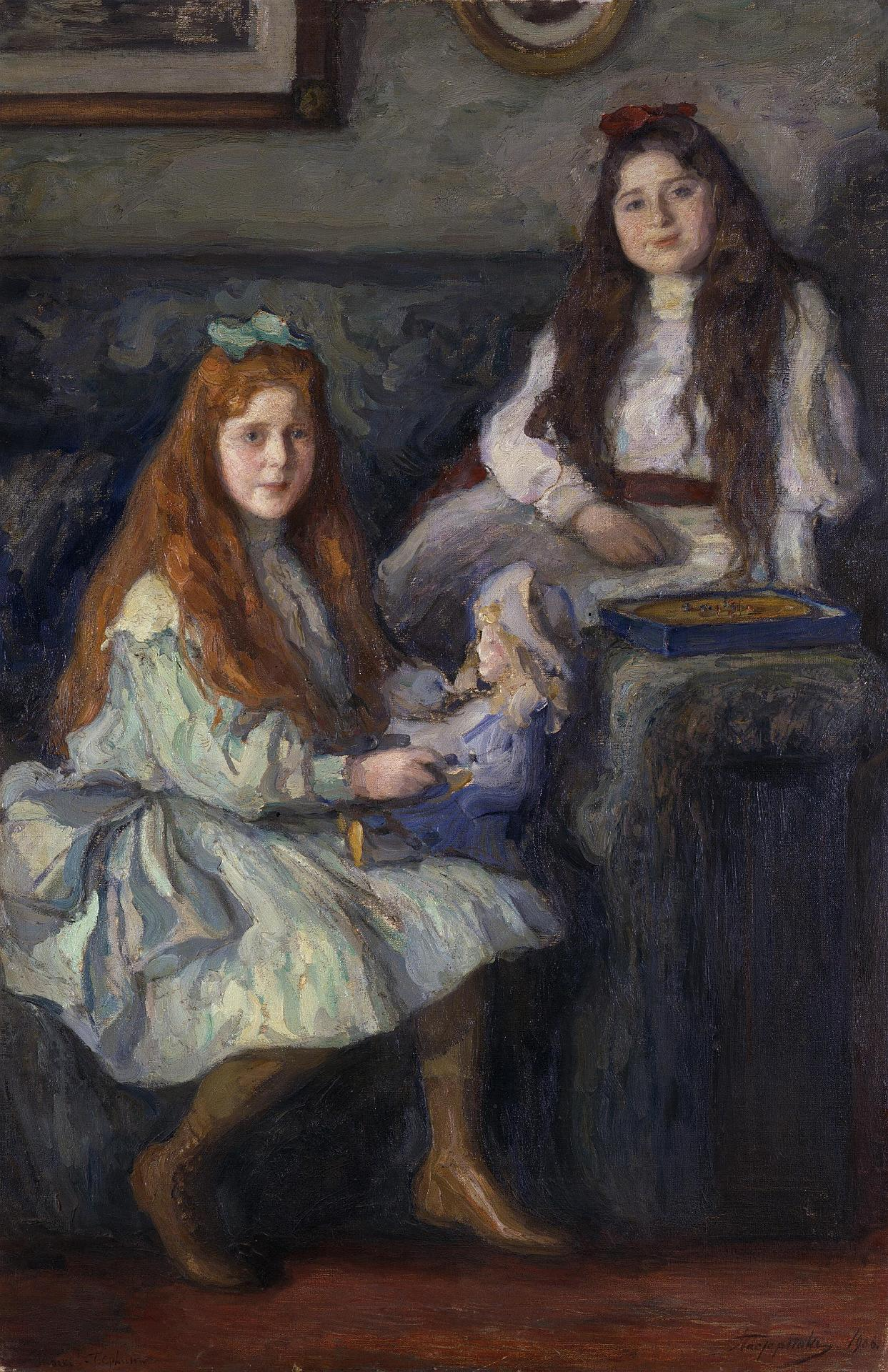
Леонид Пастернак. Портрет дочерей фабриканта Высоцкого, 1905-6. Эрмитаж
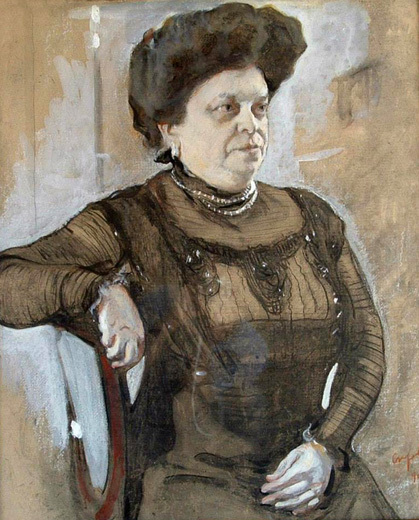
Валентин Серов. Портрет Анны Цетлин, 1909. Музей Рамат-Гана (Израиль)
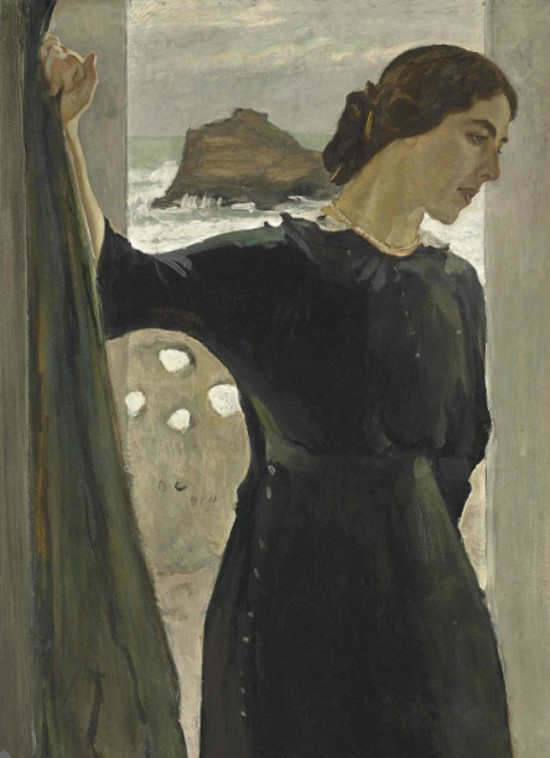
Валентин Серов. Портрет Марии Цетлин (Тумаркиной), 1910. Частная коллекция (ранее Рамат-Ган).